# Ligné (Loire-Atlantique)
Ligné település Franciaországban, Loire-Atlantique megyében. Lakosainak száma 5593 fő (2022. január 1.). Ligné Le Cellier, Couffé, Mouzeil, Petit-Mars, Saint-Mars-du-Désert és Les Touches községekkel határos.

## Népesség
A település népességének változása:
| Lakosok száma | 1664 | 2211 | 2730 | 3778 | 4859 | 5088 | 5174 | 5302 | 5371 | 5593 |
|               | 1968 | 1982 | 1990 | 2006 | 2013 | 2015 | 2017 | 2019 | 2020 | 2022 |